# 單宇
單宇（1414年—？），字時泰，江西撫州府臨川縣人，民籍。明朝政治人物。同進士出身。

## 生平
江西鄉試第三十一名。正統四年（1439年）己未科第三甲第二十一名進士，授浙江嵊縣知縣。土木之變后，請求罷免中官督軍，而重用將權，景帝不予採納。隨後歷知諸暨縣知縣、福建侯官縣。為政以慈惠聞名。

## 家族
曾祖單以忠。祖父單仕能。父單友德。